# Zethenia consociaria
Zethenia consociaria là một loài bướm đêm trong họ Geometridae.